# Mondilhan
Mondilhan település Franciaországban, Haute-Garonne megyében. Lakosainak száma 81 fő (2022. január 1.). Mondilhan Boulogne-sur-Gesse, Ciadoux, Escanecrabe, Montbernard, Péguilhan és Saint-Pé-Delbosc községekkel határos.

## Népesség
A település népességének változása:
| Lakosok száma | 173  | 123  | 107  | 93   | 96   | 98   | 92   | 81   | 81   | 81   |
|               | 1968 | 1982 | 1990 | 2006 | 2013 | 2015 | 2017 | 2019 | 2020 | 2022 |